# Svitlohirske, Krînîcikî
Svitlohirske (în ucraineană Світлогірське) este o comună în raionul Krînîcikî, regiunea Dnipropetrovsk, Ucraina, formată numai din satul de reședință.

## Demografie
Componența lingvistică a satului Svitlohirske
     Ucraineană (96%)
     Rusă (3,61%)
     Alte limbi (0,17%)
Conform recensământului din 2001, majoritatea populației satului Svitlohirske era vorbitoare de ucraineană (96%), existând în minoritate și vorbitori de rusă (3,61%).